# Xiaomi Mi Band 3
Xiaomi Mi Band 3 là một sản phẩm vòng đeo tay theo dõi hoạt động được sản xuất bởi Xiaomi Inc. Mẫu vòng đeo tay này được ra mắt vào ngày 31 tháng 5 năm 2018. Nó có màn hình hiển thị dạng OLED cảm ứng điện dụng cùng khả năng chống nước ở áp lực 5ATM. Chiếc vòng cũng có khả năng đo nhịp tim, tuy nhiên nó không thể hiển thị thông số nhịp tim trên màn hình một cách liên tục.

## Thông số kỹ thuật
- Màn hình hiển thị: 0.78 inch OLED, màn hình cảm ứng một điểm;
- Độ phân giải: 128 x 80 pixels;
- Nút bấm: Cảm ứng;
- Khả năng kết nối: Bluetooth phiên bản 4.2 BLE; có khả năng kết nối NFC trên một số thiết bị;
- Kích thước: 46.9 x 17.9 x 12 mm;
- Khối lượng: 20g;
- Vỏ ngoài: Nhựa và hợp kim;
- Pin: 110 mAh cho thời gian sử dụng pin 20 ngày;
- Cảm biến: máy đo gia tốc, cảm biến nhịp tim quang học;
- Khả năng chống nước: lên tới độ sâu 50 mét, 5 atm.